# ニューヨーク州第13区
ニューヨーク州第13区（ニューヨークしゅうだい13く、英:New York's 13th congressional district）は、アメリカの下院における選挙区。 

## 区域

### 現在の区域
- マンハッタン(一部)
- ブロンクス

### 1993年〜2013年
- スタテンアイランド
- ブルックリン(一部)

## 歴史
アメリカ下院で最も面積が小さい選挙区である。

## 当選者
| 年                  | 当選者                   | 党派 | 党派   |
| ------------------- | ------------------------ | ---- | ------ |
| 1974年              | スティーブン・ソーラーズ |      | 民主党 |
| 1976年              | スティーブン・ソーラーズ |      | 民主党 |
| 1978年              | スティーブン・ソーラーズ |      | 民主党 |
| 1980年              | スティーブン・ソーラーズ |      | 民主党 |
| 1982年              | スティーブン・ソーラーズ |      | 民主党 |
| 1984年              | スティーブン・ソーラーズ |      | 民主党 |
| 1986年              | スティーブン・ソーラーズ |      | 民主党 |
| 1988年              | スティーブン・ソーラーズ |      | 民主党 |
| 1990年              | スティーブン・ソーラーズ |      | 民主党 |
| 1992年              | スーザン・モリナリ       |      | 共和党 |
| 1994年              | スーザン・モリナリ       |      | 共和党 |
| 1996年              | スーザン・モリナリ       |      | 共和党 |
| - 1997年 - 特別選挙 | ヴィト・フォッセラ       |      | 共和党 |
| 1998年              | ヴィト・フォッセラ       |      | 共和党 |
| 2000年              | ヴィト・フォッセラ       |      | 共和党 |
| 2002年              | ヴィト・フォッセラ       |      | 共和党 |
| 2004年              | ヴィト・フォッセラ       |      | 共和党 |
| 2006年              | ヴィト・フォッセラ       |      | 共和党 |
| 2008年              | マイケル・マクマホン     |      | 民主党 |
| 2010年              | マイケル・グリム         |      | 共和党 |
| 2012年              | チャールズ・ランゲル     |      | 民主党 |
| 2014年              | チャールズ・ランゲル     |      | 民主党 |
| 2016年              | アドリアーノ・エスパイラ |      | 民主党 |
| 2018年              | アドリアーノ・エスパイラ |      | 民主党 |
| 2020年              | アドリアーノ・エスパイラ |      | 民主党 |
| 2022年              | アドリアーノ・エスパイラ |      | 民主党 |